# 二神恭一
二神恭一（ふたがみ きょういち、1931年11月5日-2022年4月10日）は、日本の経営学者、早稲田大学名誉教授。

## 経歴
愛媛県出身。1955年、早稲田大学第一商学部卒業。同大学院商学研究科博士課程満期退学、1972年「西ドイツ企業論」で商学博士。早大商学部助手、講師、助教授、教授を歴任。1992年に定年を迎え、名誉教授となる。同年、愛知学院大学教授に就任し、2003年に退職した。
公益財団法人荒川区自治総合研究所理事、所長。あらかわ経営塾長。二神枝保（1968-）・横浜国立大学教授は娘。

## 著書
- 『現代の経営政策』中央経済社 1969
- 『西ドイツ企業論 労使共同決定制の実態』東洋経済新報社 1971
- 『参加の思想と企業制度』日本経済新聞社 1976
- 『労務管理』同文館出版 経営学シリーズ 1976
- 『使用者なき経営 ユーゴスラビアの自主管理企業』日本経済新聞社 日経新書　1978
- 『西ドイツの労使関係と共同決定』日本労働協会 1982
- 『戦略経営と経営政策』中央経済社 1984
- 『産業クラスターの経営学 メゾ・レベルの経営学への挑戦』中央経済社 2008

### 共編著
- 『労資共同決定 歴史背景と展望』O.ブルーメ 他共著 ダイヤモンド社 1975
- 『日本の大規模小売業 その実態と戦略』共著　早稲田大学出版部 1979
- 『企業経営論 新しい考え方と動向』編著 八千代出版 1996
- 『ビジネス・経営学辞典』編著 中央経済社 1997
- 『人材開発辞典』編 キャリアスタッフ 1998
- 『戦略的人材開発 コンティンジェント雇用システム』編著 中央経済社 1998
- 『企業と経営』編著 八千代出版 現代経営学講座 2000
- 『企業と人材・人的資源管理』編著 八千代出版 現代経営学講座 2000
- 『為替レートの変動と企業行動』H.アルバッハ共編 八千代出版 2001
- 『名古屋の企業経営入門』芝隆史共編著 八千代出版 2003
- 『これからの賃金・退職金・企業年金 経営基準の基本が変わる』編著 中央経済社 2004
- 『産業クラスターと地域経済』西川太一郎共編著 八千代出版 2005
- 『クラスター組織の経営学』日置弘一郎共編著 中央経済社 2008
- 『コラボレーション組織の経営学』日置弘一郎共編著 中央経済社 2008
- 『地域再生のための経営と会計 産業クラスターの可能性』高山貢,高橋賢共編著 中央経済社 2014
- 『障害者雇用とディスアビリティ・マネジメント』二神常爾, 二神枝保共著 中央経済社 2017

### 翻訳
- E.グーテンベルク『企業の組織と意思決定』小川洌共訳 ダイヤモンド社 1964
- 『企業の目標と戦略』鈴木英寿, 小林俊治共訳 丸善 1971
- グラハム・バノック『滅びざる偶像 巨大会社の論理と行動』ダイヤモンド社 1973
- R.ブレントレ『入門企業成長論』中央経済社 1974
- D.R.キングドン『マトリックス組織入門』小林俊治共訳 早稲田大学出版部 1982
- ホルスト・アルバッハ『ドイツ統合と企業移行戦略』二神枝保共訳 白桃書房 1996

## 論文
- <二神恭一